# Маловодие
Маловодие е сезонно състояние на ниско ниво на водите в реките. Когато периодът продължава повече от 10 до 30 дни, имаме кратко маловодие, а когато този период продължава повече от 30 дни – имаме продължително маловодие. То настъпва в периоди на сухо или много студено време, когато подхранването на реките се осъществява предимно от подземни води при силно намаляване или прекратяване на повърхностния отток. В умерените и високите ширини се различава лятно и зимно маловодие, като последното е съпроводено с наличието на ледови явления.